# ماریانو راخوی
ماریانو راخوی بری (به اسپانیایی: Mariano Rajoy Brey) (زاده ۲۷ مارس ۱۹۵۵) سیاست‌مدار اسپانیایی است که از ۲۱ دسامبر ۲۰۱۱ تا ۲ ژوئن ۲۰۱۸ به عنوان نخست‌وزیر این کشور فعالیت می کرد و از سال ۲۰۰۴ رهبری حزب مردم (اسپانیا) را بر عهده دارد.
راخوی در دولت خوزه ماریا اسنار به عنوان وزیر مدیریت عمومی (۱۹۹۶ تا ۱۹۹۹)، وزیر آموزش و فرهنگ (۱۹۹۹ تا ۲۰۰۰) و معاون اول نخست‌وزیر (۲۰۰۰ تا ۲۰۰۳) مشغول به کار بود و از سال ۲۰۰۴ تا ۲۰۱۱ که دولت در اختیار حزب سوسیالیست به رهبری خوزه ساپاترو قرار داشت به عنوان رهبر اپوزیسیون شناخته می‌شد. راخوی در این دوران به برخی تصمیمات دولت ساپاترو از جمله آزادسازی سقط جنین پس از ۱۳ هفته بارداری، تلاش برای تغییر قانون اساسی بدون انجام همه‌پرسی و فاصله گرفتن از کشورهایی چون ایالات متحده و لهستان و نزدیک شدن به فیدل کاسترو، اوو مورالس و هوگو چاوز منتقد بود. راخوی در جریان تبلیغات انتخاباتی در انتخابات نوامبر ۲۰۱۱ بر روی مسائل اقتصادی، بی‌کاری و بحران بدهی‌های اسپانیا تمرکز کرده و وعده کوچک‌سازی بخش دولتی، حذف بخشی از تعطیلات عمومی، افزایش حقوق بازنشستگی و ایجاد نکردن شغل‌های جدید در بخش دولتی به استثنای بخش امنیتی را داده بود.

## برکناری از مقام نخست‌وزیری
روز جمعه ۱ ژوئن ۲۰۱۸ پارلمان اسپانیا به ماریانو راخوی رأی عدم اعتماد داد و جانشین وی پدرو سانچز معرفی شد. مدتی پیش با محکوم شدن تعدادی از مقام‌های حزب محافظه‌کار «مردم»، در قضاییه اسپانیا به جرم فساد مالی در یکی از بزرگ‌ترین پرونده‌های فساد سازمان یافته، رهبر حزب اپوزیسیون خواستار کناره‌گیری دولت شد. از ۳۵۰ عضو پارلمان که حضور داشتند، ۱۸۰ رأی موافق، ۱۶۹ رأی مخالف و یک رأی ممتنع به استیضاح داده شد. پس از اعلام آرا، ماریانو راخوی به پدرو سانچز تبریک گفت.